# ليني كوبر (مغني)
ليني كوبر (بالإنجليزية: Lenny Cooper)‏ هو مغني ومغن مؤلف أمريكي، ولد في 1988 في جاكسونفيل في الولايات المتحدة.

## وصلات خارجية
- الموقع الرسمي